# سارة فولرتون
سارة فولرتون هي لاعبة كرلنغ كندية، ولدت في 8 مارس 1991 في تشارلوت تاون في كندا.